# Bagliori d'autore
Bagliori d'autore è una rassegna letteraria, dedicata a grandi autori del passato, che si svolge ogni anno a Perugia e in Umbria, con eventi a Roma, Terni, Macerata, Civitanova Marche e una edizione parallela a Milano.
Caratteristica della rassegna è quella di affrontare l'autore secondo un approccio non strettamente e accademicamente letterario, ma proponendo una visione trasversale dell'autore e delle tematiche ad esso collegate, attraverso rappresentazioni teatrali, musicali, proiezioni cinematografiche, documentari, letture, conferenze, mostre, e con la opportunità offerta agli studenti delle scuole superiori di seguire percorsi formativi sull'autore stesso.
La rassegna, della durata di 7-10 giorni, si svolge a Perugia e in altre città italiane, e vanta la presenza nelle varie edizioni di alcuni ospiti di rilievo come Giorgio Albertazzi, Alessandro Haber, John Hemingway, scrittore e nipote del celebre Ernest Hemingway, Dario Argento, Alessio Boni, Gherardo Colombo, Lucia Poli, Gastone Moschin, Marzia Ubaldi, Giuseppe Cederna, Ninetto Davoli, Eva Hesse, pittrice e nipote di Hermann Hesse, Guido Barlozzetti, il regista Franco Piavoli, gli scrittori Matteo Nucci e Francesca Petrizzo.
A partire dalla rassegna 2007, è stata inaugurata una edizione milanese della rassegna.

## Edizioni di Bagliori d'autore
2005 Friedrich Dürrenmatt 
Perugia, 2-10 aprile 2005
- 2 aprile 2005 Il minotauro e i suoi labirinti - Roberta Capodicasa
- 2 aprile 2005 Il mostro e il bildung - Simone Casucci
- 3 aprile 2005 Enigma e risveglio - Mario Coletti
- 3 aprile 2005 Il giudice e il suo boia - Carlo Fiorio
- 5 aprile 2005 La commedia e il grottesco - Hermann Dorowin
- 6 aprile 2005 Incubi in giallo e nero - proiezione dei film Il mostro di Mägendorf (1958) di Ladislao Vajda e Assassinio sul ponte, di Maximilian Schell con Jacqueline Bisset e Jon Voight
- 7 aprile 2005 Castelli infranti - letture con Mara Fraticelli
- 8 aprile 2005 Sere d'autunno - radiodrammi di Friedrich Dürrenmatt
- 9 aprile 2005 Il cavaliere, la morte e il diavolo - Massimo Sestili
- 9 aprile 2005 Lo scrittore nel tempo. La scrittura teatrale come impegno sulla realtà - Giuseppe Panella
- 8,9,10 aprile 2005 Rinascere all'alba - Atto unico ispirato al racconto La Panne di F.Dürrenmatt, regia Bruno Taburchi, adattamento teatrale Mario Coletti

 2006 Émile Zola 
Perugia, 24-31 ottobre 2006
- 24 ottobre 2006 L'eroe, il nemico ed il Dio nascosto: la metafora vivente di Zola - Simone Casucci e Mario Coletti
- 25 ottobre 2006 Il ciclo dei Rougon-Macquart nell'ottica di Zola: il senso di una sfida letteraria - Giuseppe Panella
- 25 ottobre 2006 Sensazioni di Francia in tavola - Clorinde, nanà e le altre - Donne note e un inedito di Zola, a cura di Giovanni Paoletti
- 26 ottobre 2006 Una scrittura posseduta dalla storia - L'impegno civile di Zola - Massimo Sestili
- 27,28,29 ottobre 2006 La conquista di Parigi - Spettacolo teatrale in due atti, tratto dal romanzo Pot-Bouille, regia e adattamento teatrale di Bruno Taburchi
- 28 ottobre 2006 Le serate di Medan - incontri e letture a cura della Compagnia dell'Aurora
- 31 ottobre 2006 proiezione del film L'angelo del male (1938) di Jean Renoir, con Jean Gabin, Simone Simon, tratto dal romanzo di Zola La bête humaine

 2007 Ernest Hemingway 
Perugia, 22-30 ottobre 2007 
- 22 ottobre 2007 Il maestro e Fernanda - una liaison letteraria senza confini - Simone Casucci
- 23 ottobre 2007 La quinta colonna è in marcia, cronache dalla guerra civile di Spagna - salotto letterario a cura di Carlo Pulsoni
- 23 ottobre 2007, proiezione del film I gangsters (1946), di Robert Siodmak, con Burt Lancaster, Ava Gardner, tratto dal racconto di Hemingway The killers
- 24 ottobre 2007 L'oltre-uomo di Hemingway, tra la mistica della tauromachia e la morte delle ideologie - Simone Casucci
- 24 ottobre 2007 Al di là del fiume, un viaggio fra i viaggi italiani di Hemingway, film documentario di Mario Coletti
- 24 ottobre 2007 Caffè Hemingway, lettura drammatizzata tratta da "Colline come elefanti bianchi" e "Un posto pulito, illuminato bene" di E.Hemingway, regia di Flavio Cipriani
- 25 ottobre 2007 Morte nel pomeriggio: Suicidio e Morte: la sfida alla vita e la resa in Hemingway e oltre, salotto letterario e filosofico a cura di Giovanni Paoletti
- 25 ottobre 2007 Suerte e tragedia nell'arena - Hemingway e la corrida - a cura del Club Taurino di Milano
- 26,27 ottobre 2007 Santiago, vincitore nella sconfitta , da Il vecchio e il mare, voce narrante in italiano Carmela Neri, voci narranti in inglese Dominic Sparke e Andrew Harrison
- 26,27,28 ottobre 2007 Per chi suona la campana, spettacolo teatrale in due atti, tratto dal romanzo Per chi suona la campana di E.Hemingway, adattamento teatrale e regia di Bruno Taburchi
- 29 ottobre 2007 Hemingway e la scrittura come forma di espressione teatrale - Giuseppe Panella
- 30 ottobre 2007, proiezione del film Addio alle armi (1932), di Frank Borzage, con Gary Cooper, Helen Hayes
- 30 ottobre 2007 John Hemingway a Perugia - Incontro con il nipote del grande scrittore e presentazione in anteprima nazionale del suo ultimo libro ‘Strange Tribe’
- 30 ottobre 2007 Una sera all'Havana - cena e festa cubana

 2008 Ernest Hemingway 
Milano, 20-25 maggio 2008
- 20 maggio 2008 Un corrispondente al fronte, cronache dalla guerra civile di Spagna - salotto letterario a cura di Carlo Pulsoni
- 20 maggio 2008, proiezione del film Addio alle armi (1932), di Frank Borzage, con Gary Cooper, Helen Hayes, introduzione di Bruno Mohorovich
- 21 maggio 2008 Suerte e tragedia nell'arena - Hemingway e la corrida - a cura del Club Taurino di Milano
- 21 maggio 2008, proiezione del film I gangsters (1946), di Robert Siodmak, con Burt Lancaster, Ava Gardner, tratto dal racconto di Hemingway The killers,introduzio0ne di Bruno Mohorovich
- 22 maggio 2008 John Hemingway e la strana tribù - Incontro con il nipote del grande scrittore e presentazione del suo ultimo libro ‘Strange Tribe’
- 22 maggio 2008 Caffè Hemingway, lettura drammatizzata tratta da "Colline come elefanti bianchi" e "Un posto pulito, illuminato bene" di E.Hemingway, regia di Flavio Cipriani
- 23 maggio 2008 L'oltre-uomo di Hemingway, tra la mistica della tauromachia e la morte delle ideologie - Simone Casucci
- 23 maggio 2008 Al di là del fiume, un viaggio fra i viaggi italiani di Hemingway, film documentario di Mario Coletti

 2008 Edgar Allan Poe 
Perugia, Terni, Bevagna, 24 ottobre - 2 novembre 2008
- 23 ottobre 2008 Le linee surreali dell'incubo: Alberto Martini a Perugia, presentazione delle opere del pittore, nonché storico illustratore dei racconti di Edgar Allan Poe - Paola Bonifacio, Fondazione Oderzo Cultura onlus
- 24 ottobre 2008 Dario Argento a Perugia, intervista esclusiva al maestro dell'horror; introduzione di Bruno Mohorovich
- 24, 25, 26 ottobre 2008 Il paese del sogno, Spettacolo teatrale in due atti ispirato alla vita e alle opere di Edgar Allan Poe, Scritto e diretto per la scena da Bruno Taburchi
- 27 ottobre 2008 Io non ho paura... Racconti claustrofobici e paure dell ‘800 e ‘900 letterario, Tavola rotonda realizzata in collaborazione con il Liceo Scientifico G. Galilei di Perugia
- 28 ottobre 2008 Sulla ricezione maledetta di Poe, salotto letterario coordinato da Carlo Pulsoni, con Marco Bucaioni, Marika Piva, Micol Pieretti, Jelena Reinhardt, Massimiliano Tortora
- 29 ottobre 2008 Libri del mistero, il mistero di certi libri: a proposito di edizioni fantasma e affini, interviene Fabio Massimo Bertolo (Bloomsbury Italia)
- 29 ottobre 2008 Alessio Boni legge Edgar Allan Poe, il protagonista di “Guerra e pace” per la prima volta a Perugia in esclusiva per Bagliori d'autore
- 30 ottobre 2008 Struttura ed evoluzione dell'universo da Poe ad Einstein, incontro scientifico-letterario in collaborazione con POST, interviene Alberto Cappi
- 30 ottobre 2008 Il cuore rivelatore monologo teatrale dal racconto di Poe, interprete Giorgio Straccivarius
- 31 ottobre 2008 Morte, follia ed ossessione nell'immaginario ottocentesco: E.A.Poe, un maestro senza maestri, interviene Simone Casucci
- 31 ottobre 2008 Poliedrico Poe: Critico, narratore, poeta, scienziato, detective, tavola rotonda, coordinamento Clara Bartocci
- 31 ottobre 2008 I mille volti del gotico, film documentario di Mario Coletti
- 31 ottobre 2008 Tre passi nel delirio, filma a episodi (1968), regia di Federico Fellini, Louis Malle, Roger Vadim
- 1º novembre 2008 Dario Argento e il gatto nero, il maestro dell'horror e il suo legame con Poe, presenta Bruno Mohorovich
- 1º novembre 2008 L'ultima notte di Edgar Allan Poe, spettacolo teatrale, regia di Luca Sargenti

 2009 Victor Hugo 
Perugia, Roma, Terni, Narni, 19 - 30 novembre 2009
- Roma, 19 novembre 2009 - Perugia, 27 novembre 2009: Actes et paroles, composizione originale di Matteo Sommacal per ensemble strumentale e voce recitante. Piccola Accademia degli Specchi, con la partecipazione speciale di Matthias Kadar.
- Perugia, 20 novembre 2009: Parole in musica, dai testi di Hugo ai libretti d'opera. Conferenza musicale a cura di Enrico Bindocci.
- Perugia, 21-22 novembre 2009: Il singolare caso dell'ispettore Javert, spettacolo teatrale, adattamento teatrale e regia di Mario Coletti.
- Perugia, 23 novembre 2009: Faccia a faccia con Lucia Poli, una chiacchierata con l'inimitabile e popolare attrice fra teatro e letteratura.
- Perugia, 23 novembre 2009 - Terni, 24 novembre 2009: Lucia Poli in Il convento di Petit-Picpus, lettura teatralizzata da I miserabili.
- Perugia, 24 novembre 2009: Victor Hugo e gli altri, salotto letterario coordinato da Mariangela Miotti, in collaborazione con l'Università degli Studi di Perugia.
- Perugia, 25 novembre 2009: proiezione del film Il gobbo di Notre Dame, di Wallace Worsley.
- Perugia, 25 novembre 2009: Cattedrali, barricate, strade di Parigi, conferenza musicale sui grandi musical tratti dalle opere di Hugo, coordina Enrico Zuddas.
- Perugia, 26 novembre 2009: Drammaturgia nel colore della Musica e del Canto, concerto lirico.
- Terni e Perugia, 26 e 27 novembre 2009: Mare amaro: L'alto mare nella cultura alta dell'Ottocento. Il significato simbolico dell' elemento liquido, conferenza multimediale, presenta Dario Rivarossa.
- Narni, 27 novembre 2009: Una serata con Jean Valjean e la famiglia Moschin. Aneddoti esclusivi, teatralizzazioni e curiosità sul celebre sceneggiato tv insieme a Marzia Ubaldi e Gastone Moschin.
- Perugia, 28-29 novembre 2009: Novantatré, spettacolo teatrale dal romanzo di Victor Hugo, adattamento e regia di Bruno Taburchi.
- Perugia, 30 novembre 2009: Il medioevo fantastico, salotto letterario coordinato da Marika Piva, in collaborazione con l'Università degli Studi di Perugia.
- Perugia, 30 novembre 2009: proiezione del film L'uomo che ride, di Paul Leni.
- Perugia 19 - 30 novembre 2009: Victor Hugo e il melodramma italiano, mostra di manifesti e serigrafie delle opere liriche tratte dai testi di Hugo, presso la Facoltà di Lettere della Università degli Studi di Perugia.

 2010 George Orwell 
Perugia, Macerata, 19-29 novembre 2010
- Perugia, 19 novembre 2010: 2+2=5, Improvvisazioni teatrali sulle atmosfere di George Orwell
- Perugia, 19 novembre 2010: Oltre il Grande occhio - Intervista esclusiva ad Augusto De Megni, vincitore della sesta edizione del Grande Fratello televisivo
- Perugia, 20-21 novembre 2010: 1984 - Il tempo dei prolet, spettacolo teatrale dal romanzo di George Orwell, testo e regia di Bruno Taburchi.
- Perugia, 22 novembre 2010: Horrorwell - Futuri catastrofici - Conferenza multimediale a cura di Dario Rivarossa
- Perugia, 22 novembre 2010: proiezione del film Terra e libertà, di Ken Loach tratto dal romanzo Omaggio alla Catalogna di George Orwell
- Perugia, 23 novembre 2010: L'Occhio del regime - I totalitarismi del XX secolo e la società, tavola rotonda, coordinata da Emanuela Costantini.
- Perugia, 23 novembre 2010: Factory Spa - ovvero l'azienda rivoluzionaria, lettura teatralizzata di Carmine Montemurro.
- Perugia, 23 novembre 2010: proiezione del film 1984, di Michael Radford, con John Hurt, Richard Burton, Suzanna Hamilton, tratto dall'omonimo romanzo di George Orwell
- Perugia, 24 novembre 2010: Orwell remixed - visuals and sountracks by M:ck & G:g:o
- Perugia, 24 novembre 2010: Orwell, mass media e la manipolazione della realtà - tavola rotonda coordinata da Chiara Ceccarelli.
- Perugia, 25 novembre 2010: Per la Birmania - Orwell, le dittature e i diritti umani - ospite: Beaudee Zawmin, referente per l'Europa del Governo Birmano in esilio e rappresentante dell'opposizione democratica birmana presso l'ONU
- Perugia, 25 novembre 2010: Cinema VS Tv - la bambola di sale, conferenza cinematografica, conduce Bruno Mohorovich
- Perugia, 25 novembre 2010: La fattoria degli animali - spettacolo teatrale musicale di Luca Tironzelli, dall'omonimo romanzo di George Orwell
- Perugia, 27-28 novembre 2010: Giorni in Birmania, spettacolo teatrale dall'omonimo romanzo di George Orwell, testo e regia di Mario Coletti
- Ellera -Corciano, 29 novembre 2010: Cinema VS Tv - la bambola di sale, conferenza cinematografica, conduce Bruno Mohorovich
- Macerata, 30 novembre 2010: Orwell e la musica - Eurythmics e la colonna sonora cinematografica 1984 di Michael Radford - Intervengono Pierfrancesco Giannangeli, Gianfranco Stortoni, Gabriele Cesaretti, Enrico Pulsoni.
- Macerata, 1º dicembre 2010: Orwell e la musica - L'opera contemporanea e la sua rappresentazione, 1984 di Lorin Maazel - Intervengono Pierfrancesco Giannangeli, Gianfranco Stortoni, Gabriele Cesaretti, Enrico Pulsoni.

 2011 Hermann Hesse 
Perugia, Assisi, Montefalco, Macerata, 19-27 novembre 2011
- Assisi, 18 novembre 2011: Il Cavaliere e il Santo - reading fra sacro e profano, in musica medievale, da Hermann Hesse.
- Perugia, 19-20 novembre 2011: Knulp - spettacolo teatrale dal racconto Tre storie della vita di Knulp, di Hermann Hesse, adattamento e regia di Mario Coletti.
- Montefalco, 20 novembre 2011: Sulle orme di Hermann Hesse - Passeggiata letteraria per rievocare l'Umbria vista dal grande scrittore-viaggiatore.
- Perugia, 21 novembre 2011: Il Ricercatore dell' Infinito - Letture di racconti spirituali del grande scrittore, a cura dell'Accademia Tedesca di Perugia.
- Perugia, 21 novembre e Assisi 22 novembre 2011: proiezione del film Siddhartha (1972), di Conrad Rooks, tratto dall'omonimo romanzo di Hermann Hesse.
- Perugia, 22 novembre 2011: Spiritualità ed esoterismi nell'Europa di inizio '900 - Tavola rotonda coordinata da Emanuela Costantini.
- Perugia, 22 novembre 2011: Herman Hesse nel segno del doppio, conferenza di Marika Piva.
- Perugia, 22 novembre 2011: Il grande viaggio - L'india di Hesse e quella di oggi, racconto artistico dell'attore e scrittore Giuseppe Cederna.
- Assisi, 23 novembre 2011: A cento anni dal soggiorno di Hermann Hesse nella città umbra, Assisi incontra Eva Hesse, nipote del grande scrittore.
- Perugia, 23 novembre 2011: Il teatro magico dell'Io - Biografia dell'anima secondo Hermann Hesse - Tavola rotonda, coordina Chiara Ceccarelli.
- Perugia, 23 novembre 2011: I due nemici mortali" - la duplicità dell'anima di Henry Heller nel romanzo "Il lupo della steppa". Coreografia "Krempe" di Claudia Micheli.
- Perugia, 23 novembre 2011: Hesse Remixed - visuals & soundtracks, evento multimediale a cura di M:ck & G:g:o.
- Perugia, 23 novembre 2011: Il giardino di Boccadoro - spettacolo teatrale tratto dal romanzo Narciso e Boccadoro di Hermann Hesse.
- Perugia, 24 novembre 2011: Gli acquerelli di Hermann Hesse - le opere originali, in mostra a Bagliori d'autore, illustrate e raccontate dal vivo dall'artista Eva Hesse, nipote del grande scrittore.
- Perugia, 25 novembre 2011: Il miglioratore del mondo, letture in tedesco da Hermann Hesse, a cura della Accademia Tedesca di Perugia, con la partecipazione di Eva Hesse.
- Perugia, 26 novembre 2011: Demian - spettacolo teatrale tratto dall'omonimo romanzo di Hermann Hesse, diretto e interpretato da Luca Tironzelli.

 2013 Fëdor Dostoevskij 
Perugia, Terni, 22 febbraio - 3 marzo 2013
- Perugia, 22 febbraio 2013: Suite Russa - Concerto inaugurale del Festival, viaggio vocale e strumentale attraverso la grande musica russa dell'Ottocento con letture tratte dai racconti di Dostoevskij.
- Perugia, 23 e 24 febbraio 2013: Il Giocatore - Atto unico tratto dall'omonimo romanzo di F.M.Dostoevskij. Adattamento e regia di Mario Coletti.
- Avigliano Umbro (TR), 24 febbraio 2013: Profondo Fëdor - Dostoevskij letto nelle profondità della terra. Escursione in collaborazione con il Gruppo Speleologico di Perugia presso la Grotta Bella di Avigliano Umbro
- Perugia, 25 febbraio 2013: Così bella, così dolce - Da Dostoevskij a Bresson - Dal racconto “La Mite” al capolavoro del grande regista francese. Conduce Luigi Cimmino.
- Perugia, 26 febbraio 2013: Letteratura del sottosuolo e d'oltretomba - Incontro a cura di Marika Piva.
- Perugia, 26 febbraio 2013: Anatomia di un Delitto - L'Analisi dell' Omicidio di Delitto e Castigo a cura di Mariangela Miotti.
- Perugia, 27 febbraio 2013: Il Labirinto dei Karamazov Il percorso artistico multimediale dal grande romanzo, conduce Emanuela Costantini, Artisticità Micro Teatro Terra Marique.
- Perugia, 27 febbraio 2013: L'Altra Libertà - Universi Carcerari- Dostoevskij interpretato da Aniello Arena.
- Perugia, 28 febbraio 2013: Genio e malattia - Conduce Gustavo Cuccini.
- Perugia, 28 febbraio 2013: Dosto-TV - Dostoevskij e i grandi sceneggiati Tv della Rai. Da "I Fratelli Karamazov" a "L'Idiota" fino a "Umiliati e Offesi". Conduce il giornalista televisivo Guido Barlozzetti.
- Perugia, 28 febbraio 2013: Ho Ucciso ! - Proiezione del film (1935) di Josef von Sternberg tratto dal romanzo “Delitto e Castigo”.
- Perugia, 1º marzo 2013: Il Grande Inquisitore - Riflessioni sul Saggio "Il Peso della Libertà", con Gherardo Colombo.
- Perugia, 1º marzo 2013: La donna con i cinque elefanti - Proiezione del film documentario di Vadim Jendreyko sul ritorno in Ucraina di Svetlana Geier, la più grande traduttrice di Dostoevskij in tedesco.
- Perugia, 1º marzo 2013: Le notti bianche - Proiezione del film di Luchino Visconti del 1957, tratto dall'omonimo racconto di Dostoevskij.
- Perugia, 2 e3 marzo 2013: Il Principe Myskin Spettacolo teatrale in due atti dal romanzo di F.M.Dostoevskij “L’Idiota”. Adattamento e regia di Bruno Taburchi.

 2014 Omero 
Perugia, Umbertide, Civitanova Marche, 21 - 30 marzo 2014
- Perugia, 21 marzo 2014: Videodissea - Ulisse nell'immaginario fra cinema e televisione. Conduce Guido Barlozzetti.
- Perugia, 21 marzo 2014: Attraverso il grande mare - La navigazione, le tecniche, le avventure nei mari dell'antichità. Conduce Flavio Enei, Direttore del Museo della Navigazione antica di Santa Severa.
- Perugia, 21, 22, 23 marzo 2014: L'ultima notte alla reggia - Spettacolo teatrale scritto e diretto da Bruno Taburchi.
- Perugia, 24 marzo 2014: Omero e Troia: mito, memoria e storia - La storicità dei poemi omerici, a cura di Massimo Nafissi e Roberta Capodicasa.
- Perugia, 24 marzo e Civitanova Marche 25 marzo 2014: Memorie di una cagna - presentazione del libro ispirato a Elena di Troia, con la scrittrice Francesca Petrizzo.
- Perugia, 24 marzo 2014: L'arco di Ulisse - Introduzione storica a cura di Donato Loscalzo. Pratica di tiro con l'arco aperta al pubblico.
- Perugia, 24 marzo 2014: Menin - L'ira cantata nell'Iliade di Omero - Spettacolo teatrale di Stefano Francoia.
- Perugia, 25 marzo e Civitanova Marche 26 marzo 2014: Le lacrime degli eroi - Presentazione del libro tratto dai poemi omerici, con lo scrittore Matteo Nucci.
- Civitanova Marche, 25 marzo 2014: Le parole nel cuore - L'incontro di Ettore e Andromaca nei versi di Omero.
- Civitanova Marche, 25 marzo 2014: Spettacolo di recitazione, danza e musica a cura del Liceo Classico, regia di Viviana De Marco.
- Perugia, 25 marzo e Civitanova Marche 26 marzo 2014: Teorie della giustizia nella morale omerica - Incontro culturale a cura di Luigi Cimmino.
- Civitanova Marche, 26 marzo 2014: Lettura de "L'isola" dai Dialoghi con Leucò di Cesare Pavese, a cura di Luca Canali e Silvia Paci.
- Civitanova Marche, 26 marzo 2014: Alle soglie del buio - Composizione in versi sull'incontro di Ettore e Achille, di Claudia Gianicola.
- Perugia, 26 marzo 2014: L'antro del Ciclope - Itinerario letterario a cura di Gerardo Pompei e Elena Antonelli.
- Perugia, 27 marzo 2014: Quali capi? Potere, ricchezza e scambi nelle prime città dell'Anatolia - Intervento della archeologa Marcella Frangipane.
- Perugia, 27 marzo 2014: Intervista al regista Franco Piavoli, a cura di Marco Briziarelli.
- Perugia, 27 marzo 2014: Nostos - Il ritorno - Proiezione del film diretto da Franco Piavoli, con Luigi Mezzanotte.
- Perugia, 27 marzo 2014: Il banchetto degli dei - Cena con menù all'insegna della cucina greca.
- Umbertde, 27 marzo 2014: A-come-Argo - Spettacolo di teatro danza, adattamento teatrale di Marcello Manuali, coreografie e regia di Mattia De Virgiliis.
- Perugia, 28 marzo 2014: Le alterne fortune dell'Iliade e dell'Odissea - Conferenza multimediale a cura di Donato Loscalzo.
- Perugia, 28 marzo 2014: Dalla tela di Penelope ai segreti del cachemire - Intervista a Brunello Cucinelli, a cura di Giorgio Rinaldi.
- Perugia, 28 marzo 2014: Torneo di Cyclades - competizione ludica dedicata ai miti dell'antichità.
- Perugia, 29 marzo 2014: Ma per seguir virtute e canoscenza - L'ultimo viaggio di Ulisse descritto nella Divina Commedia, con Ilva Simoncini, Cecilia Moretti, Dario Rivarossa.
- Perugia, 29 marzo 2014: L'Iliade o il poema della forza - Dal saggio di Simone Weil sull'Iliade, un'analisi di straordinaria attualità, a cura di Massimiliano Marianelli.
- Perugia, 29 e 30 marzo 2014: L'oro di Priamo - spettacolo teatrale ispirato alla vita di Heinrich Schliemann e alle opere di Omero - Testo e regia di Mario Coletti.

 2015 William Shakespeare 
Perugia e Civitanova Marche, 20 - 29 marzo 2015
- Perugia, 11 marzo 2015: Le grandi interpretazioni di Shakespeare di Giorgio Albertazzi - intervista esclusiva a Giorgio Albertazzi.
- Perugia, 13 marzo 2015: Il mercante di Venezia - I grandi classici della letteratura in collaborazione con il Circolo dei Lettori di Perugia.
- Perugia, 20-29 marzo 2015: Ophelia e le altre - mostra fotografica.
- Perugia, 20 marzo 2015: Shakespeare all'opera - concerto di brani scelti dalle opere liriche ispirate ai capolavori di Shakespeare.
- Perugia, 20 marzo 2015: Macbeth - proiezione del film di Orson Welles.
- Perugia, 20 marzo 2015 e Civitanova Marche 25 marzo 2015: Non con gli occhi ma con le orecchie - le grandi colonne sonore dei film shakespeariani, con Kristian Sensini.
- Perugia, 21 e 22 marzo 2015: La bisbetica domata - dalla omonima commedia di Shakespeare, adattamento e regia di Mario Coletti.
- Perugia, 23 marzo 2015: Come uccidere shakespearianamente una donna - a cura di Donato Loscalzo.
- Perugia, 23 marzo 2015: Shakespeare in Love - proiezione del film di John Madden.
- Perugia, 23 marzo 2015: Il banchetto di Prospero - cena Shakespeariana.
- Perugia, 24 marzo 2015: L'arte della drammatizzazione - workshop a cura di Oliver Page e Luke Noyes.
- Perugia, 24 marzo 2015: Amleto - a cura del Circolo dei Lettori di Perugia.
- Perugia, 24 marzo 2015: Richard III - proiezione del film di Richard Loncraine.
- Perugia, 25 marzo 2015: Quando ci troveremo ancora noi tre, nel tuono, nel lampo e nella pioggia - Streghe, fantasmi e profezie - a cura di Marika Piva.
- Perugia, 25 marzo 2015 e Civitanova marche 26 marzo 2015: Joy delights in joy - Diletti musicali al tempo di Shakespeare - concerto di musiche del '600 con letture dei Sonetti di Shakespeare. Libercantus Ensemble, direttore Vladimiro Vagnetti[1].
- Perugia, 25 marzo 2015: Shakespeare e il doppio - yavola rotonda, modera Francesca Goracci.
- Perugia, 26 marzo 2015: Molto rumore per nulla - proiezione del film di Kenneth Branagh.
- Perugia, 26 marzo 2015: Romeo and Juliet - proiezione del balletto di Prokoviev eseguito dal Royal Ballet di Londra.
- Perugia, 27 marzo 2015: Un Amleto di meno... un Bene in più - le grandi interpretazioni shakeasperiane di Carmelo Bene - intervista a Piergiorgio Giacchè.
- Perugia, 28 marzo 2015: The dark Lady - presentazione del libro di Camilla Caporicci.
- Perugia, 28 marzo 2015: Shakespeare, Girard e il desiderio mimetico - intervernto a cura di Luigi Cimmino.
- Perugia, 28 e 29 marzo 2015: In Danimarca - spettacolo teatrale ispirato all'Amleto di Shakespeare.
- Perugia, 29 marzo 2015: Boschi Shakespeariani - Escursione letteraria in collaborazione con il FAI regionale.

 2016 William Shakespeare 
Perugia e Civitanova Marche, 11 - 21 marzo 2016
 2017 Giovanni Boccaccio 
Perugia e Civitanova Marche, 17 - 26 marzo 2017